# Ga'agua
Ga'agua (en hebreo: געגוע‎) es una película de comedia dramática israelí de 2017 dirigida por Savi Gabizon. Se proyectó en la sección Contemporary World Cinema del Festival Internacional de Cine de Toronto 2017. Fue nominada al premio Ophir a la mejor película. La película se desarrolla principalmente en Acre, Israel.

## Reparto
- Shai Avivi
- Asi Levi
- Neta Riskin
- Ori Laizerouvich
- Yoram Tolledano
- Shimon Mimran

## Estreno
Se estrenó en el Festival de Cine de Jerusalén el 17 de jilio de 2017. La película se proyectó en la sección Contemporary World Cinema del Festival Internacional de Cine de Toronto 2017.

## Premios
En el Festival de Cine de Jerusalén de 2017, Longing ganó el premio al mejor guion, así como el Premio al Favorito del Público. En los premios Ophir de 2017, Longing obtuvo 13 nominaciones y ganó como Mejor Guion.